# 포인트 맨 (2001년 영화)
《포인트 맨》(The Point Men)은 미국에서 제작된 존 글렌 감독의 2001년 액션, 드라마 영화이다. 크리스토퍼 램버트 등이 주연으로 출연하였고 애비 네셔 등이 제작에 참여하였다.

## 출연

### 주연
- 크리스토퍼 램버트
- 케리 폭스

### 조연
- 빈센트 레건
- 칼 맥카닌치
- 도널드 섬터
- 매리엄 다보
- 올리버 하든
- 헨드릭 해즈

## 기타
- 원작자: 스티븐 하토브
- 붐오퍼레이터: 마크 엥겔스
- 미술: 험프리 뱅햄
- 의상: 신시아 듀몬트
- 배역: 수 존스